# Fort Beaufort
Fort Beaufort es una pequeña localidad ubicada en la provincia Oriental del Cabo, en Sudáfrica, entre el río Brak y el río Kat. En ella se halla parte de la Universidad de Fort Hare.

## Historia
Las raíces de Fort Beaufort se remontan a una misión de 1816 del reverendo Joseph Williams de la London Missionary Society. En 1822, el Coronel Maurice Scott del Royal Warwickshire Regiment estableció cerca una frontera militar contra los xhosas de  Maqoma, que llamó Fort Beaufort en honor al duque de Beaufort, padre de Charles Henry Somerset, primer gobernador británico de la Colonia del Cabo (1814-1826). Tras la 6º Guerra xhosa (1834-1835), el gobernador Benjamin d'Urban autorizó la edificación de un fuerte al lado de la frontera militar con un hospital militar, barracas de infantería, etc.
En 1840 Fort Beaufort se convirtió en ciudad. En aquellos días Andrew Geddes Bain construyó una carretera y el paso Ecca entre  Grahamstown y Fort Beaufort.